# Artur Wichniarek
Artur Mikołaj Wichniarek [ˈartur vixˈɲarɛk] (* 28. Februar 1977 in Posen) ist ein ehemaliger polnischer Fußballspieler.

## Karriere

### Verein
Der Offensiv-Allrounder spielte in der polnischen Liga bei Lech Posen (1993–1996) und Widzew Lodz (1996–1999), bis der damalige Scout von DSC Arminia Bielefeld Gerd Roggensack sein Talent erkannte und ihn zum Wechsel in die Bundesliga überzeugte. Nach anfänglichen Akklimatisierungsproblemen bei seinem neuen Verein entwickelte sich Wichniarek zum Stammspieler. Dabei kam ihm, laut eigener Aussage, nach dem Abstieg Arminias die Spielweise in der 2. Bundesliga entgegen. Er wurde zweimal in Folge Torschützenkönig; 2000/01 erzielte er 18 Treffer, 2001/02 trug er mit 20 Toren zum Aufstieg in die Fußball-Bundesliga bei. Dort konnte er aber trotz seiner zwölf Saisontore den direkten Wiederabstieg nicht verhindern.
Durch seine 50 Tore in den drei vorangegangenen Spielzeiten wurde Hertha BSC auf ihn aufmerksam und verpflichtete ihn zur Saison 2003/04. In der deutschen Hauptstadt konnte sich Wichniarek jedoch nie durchsetzen und kam nur zu gelegentlichen Kurzeinsätzen. Nachdem noch Konflikte über eine ausbleibende Handgeldzahlung seitens des Vereins hinzukamen, einigte man sich schließlich nach Vereinbarung einer Abfindungszahlung zu Gunsten Wichniareks auf einen Auflösungsvertrag.
Im Januar 2006 kehrte er zu Arminia Bielefeld zurück und wurde nach erneuten Anlaufschwierigkeiten zu Beginn der Saison 2006/07 für die nächsten drei Jahre Stammspieler. Am vorletzten Spieltag schoss er das 60. Tor für Arminia Bielefeld. Am 17. November 2008 verlängerte Wichniarek seinen Vertrag vorzeitig bis 2011. Der Vertrag war sowohl für die Erste, als auch für die Zweite Bundesliga gültig. Am 15. Dezember 2007 gelang Wichniarek sein 29. Bundesliga-Tor für die Arminia. Damit löste er Frank Pagelsdorf (28 Tore) als Bundesliga-Rekordtorschütze des Vereins ab. In der Saison 2008/09 schoss er dreizehn Tore, was den Abstieg jedoch nicht verhinderte.
Am 3. Juli 2009 wurde bekanntgegeben, dass Wichniarek erneut zu Hertha BSC wechselte. Sein Vertrag lief bis zum 30. Juni 2010 mit einer Option bis 2012. In seinen 19 Saisoneinsätzen gelang dem Polen kein Tor; lediglich in der Europa League hatte er einmal getroffen. Am Ende des Jahres stieg Hertha als Tabellenletzter ab. Wichniarek nahm dies zum Anlass, um zu seinem polnischen Stammverein Lech Posen zurückzukehren, da Hertha BSC ihm keinen Vertrag für die 2. Liga anbot.
Am 4. November 2010 wurde der Vertrag zwischen Wichniarek und Lech Posen, für die er 7 Spiele ohne Tor in der Saison 2010/11 absolvierte, aufgelöst.
Am 10. Januar 2011 einigte sich Wichniarek mit dem  FC Ingolstadt 04 auf einen Wechsel. Nach dem Ende der Saison 2010/11 beendete er schließlich seine Spielerkarriere und war danach als Berater tätig. Zudem kehrte er nach Posen zurück, um die Leitung einer Bäckereifiliale zu übernehmen. Er lebt mit seiner Familie in Kleinmachnow in der Nähe von Berlin.

### Nationalmannschaft
Wichniarek kam zwischen 1999 und 2008 zu 17 Einsätzen in der polnischen Fußballnationalmannschaft, dabei erzielte er vier Tore. Am 16. Januar 2008 erhielt Wichniarek nach vier Jahren Absenz wieder eine Einladung zu einem Länderspiel der Polen gegen Tschechien, bei dem er sein Comeback feierte. Im September 2008 erklärte Artur Wichniarek nach erneuter Nichtbeachtung durch den damaligen Nationaltrainer Leo Beenhakker, trotz sehr guter Leistungen in der Bundesliga, seinen vorläufigen Rücktritt aus dem Nationalteam. Bereits 1993 gehörte Wichniarek zum polnischen Aufgebot bei der U-17-Weltmeisterschaft in Japan, als Polen den vierten Rang belegte.

## Erfolge

### Verein
- Polnischer Vizemeister 1999 mit Widzew Łódź
- Aufstieg in die 1. Bundesliga 2002 mit Arminia Bielefeld

### Individuell
- Torschützenkönig der 2. Bundesliga 2001 und 2002
- Tor des Monats Mai 2003[12]
- Fußballer des Monats August 2008

## Trivia
- Wichniareks Spitzname lautet König Artur. Diesen bekam er von den Fans von Arminia Bielefeld verliehen, nachdem er 2001 und 2002 Torschützenkönig der 2. Bundesliga wurde.
- In der Bundesligasaison 2008/09 jubelte er nach seinen Toren, im Gedenken an seine verstorbene Mutter, sehr verhalten.
- Mit 45 Treffern für Bielefeld ist Wichniarek Rekordtorjäger der Arminia in der 1. Bundesliga.